# Detlev Grabs
Detlev Grabs, né le 29 octobre 1960 à Berlin, est un nageur est-allemand, spécialiste des courses de nage libre.

## Carrière
Detlev Grabs est médaillé de bronze aux championnats d'Europe de natation 1977 en relais 4 × 200 mètres nage libre.
Grabs fait partie du relais est-allemand médaillé d'argent du 4 × 200 mètres nage libre aux Jeux olympiques de 1980 à Moscou.
En 1984, il a commencé des études universitaires en médecine. Il s'est spécialisé en anatomie en 1996. Depuis 2007, il est professeur au département d'anatomie de l'Université du Québec à Trois-Rivières.